# Transat anglaise 1964
Navigation
Édition précédente Édition suivante
La Transat anglaise 1964 (Observer Single-handed Trans-Atlantic Race 1964) est la deuxième édition de la Transat anglaise.
Elle implique pour la première fois des radios à bord des bateaux permettant aux skippers de faire des rapports quotidiens publiés dans le journal The Observer. Marqué par une traversée éprouvante à cause, notamment, de la panne de son pilote automatique, Éric Tabarly remporte cette Transat en solitaire avec son Pen Duick II, victoire qui lui vaut la une des journaux français, des médailles (Légion d'honneur et Mérite maritime) et un galon supplémentaire. La course à la voile en général, et la course en solitaire en particulier, devient dès lors un événement sportif important dans l'Hexagone.

## Classement
Classement de la Transat anglaise 1964 :
| Pos. | Skipper            | Bateau         | Type      | LOA      | Temps            |
| 1    | Éric Tabarly       | Pen Duick II   | monocoque | 44 pieds | 27 j 03 h 56 min |
| 2    | Francis Chichester | Gipsy Moth III | monocoque | 40 pieds | 29 j 23 h 57 min |
| 3    | Valentin Howells   | Akka           | monocoque | 35 pieds | 32 j 18 h 08 min |
| 4    | Alec Rose          | Lively Lady    | monocoque | 36 pieds | 36 j 17 h 30 min |
| 5    | Blondie Hasler     | Jester         | monocoque | 26 pieds | 37 j 22 h 05 min |
| 6    | William Howell     | StarDrift      | monocoque | 30 pieds | 38 j 03 h 23 min |
| 7    | David Lewis        | Rehu Moana     | catamaran | 40 pieds | 38 j 12 h 04 min |
| 8    | Mike Ellison       | Ilala          | monocoque | 36 pieds | 46 j 06 h 26 min |
| 9    | Jean Lacombe       | Golif          | monocoque | 22 pieds | 46 j 07 h 05 min |
| 10   | Bob Bunker         | Vanda Caelea   | monocoque | 25 pieds | 49 j 18 h 45 min |
| 11   | Mike Butterfield   | Misty Miller   | catamaran | 30 pieds | 53 j 00 h 05 min |
| 12   | Geoffrey Chaffey   | Ericht 2       | monocoque | 31 pieds | 60 j 11 h 15 min |
| 13   | Derek Kelsall      | Folatre        | trimaran  | 35 pieds | 61 j 14 h 02 min |
| 14   | Axel Penderson     | Marco Polo     | monocoque | 28 pieds | 63 j 13 h 30 min |
| Abd. | Robin McCurdy      | Tammy Norie    | monocoque | 40 pieds | ?                |